# (466811) 2015 BX99
(466811) 2015 BX99 es un asteroide perteneciente al cinturón de asteroides, descubierto el 12 de abril de 2004 por el equipo Spacewatch desde el Observatorio Nacional de Kitt Peak (Arizona, Estados Unidos).